# جینچنگ
جینچنگ (به لاتین: Jincheng, Kinmen) یک سکونتگاه مسکونی در تایوان است که در کینمن واقع شده‌است.

## خصوصیات
جینچنگ ۲۱٫۷۰۸۰ کیلومترمربع مساحت و ۴۰٬۹۳۳ نفر جمعیت دارد.